# Chlorotettix forcipata
Chlorotettix forcipata är en insektsart som beskrevs av Delong och Rauno E. Linnavuori 1979. Chlorotettix forcipata ingår i släktet Chlorotettix och familjen dvärgstritar. Inga underarter finns listade i Catalogue of Life.